# Parafia Miłosierdzia Bożego w Winnicy
Parafia Miłosierdzia Bożego w Winnicy – rzymskokatolicka parafia znajdująca się w diecezji kamienieckiej w dekanacie Winnica. Liczy 1150 wiernych. Prowadzą ją księża diecezjalni.
W parafii służą Siostry od Aniołów. Przy parafii działała kuchnia dla ubogich oraz przedszkole.

## Historia
6 lutego 1994, po rozpadzie ZSRR, odprawiono pierwszą mszę świętą w ubogiej chacie, która została tymczasową kaplicą. W tym też roku utworzono parafię. 18 października 1997 konsekrowano nowy kościół powstały dzięki pomocy wiernych z Polski. W 2000 został on rozbudowany. 18 kwietnia 2004 biskup kamieniecki Leon Dubrawski ogłosił świątynię Sanktuarium Miłosierdzia Bożego.
Budowniczym kościoła i proboszczem parafii jest polski misjonarz ks. Kazimierz Dudek.